# Gare de Pontcharra-sur-Bréda - Allevard
Ne doit pas être confondu avec Gare de Pontcharra - Saint-Forgeux.
La gare de Pontcharra-sur-Bréda - Allevard est une gare ferroviaire française de la ligne de Grenoble à Montmélian, située sur le territoire de la commune de Pontcharra, dans le département de l'Isère, en région Auvergne-Rhône-Alpes.
Elle est mise en service en 1864 par la Compagnie des chemins de fer de Paris à Lyon et à la Méditerranée (PLM). C'est une gare de la Société nationale des chemins de fer français (SNCF), desservie par des trains TER Auvergne-Rhône-Alpes.

## Situation ferroviaire
Établie à 255 mètres d'altitude, la gare de Pontcharra-sur-Bréda - Allevard est située au point kilométrique (PK) 41,393 de la ligne de Grenoble à Montmélian, entre les gares ouvertes de Goncelin et de Montmélian. Elle est séparée de ces deux gares respectivement par les gares aujourd'hui fermées du Cheylas - La Buissière et de Sainte-Hélène-du-Lac.

## Histoire

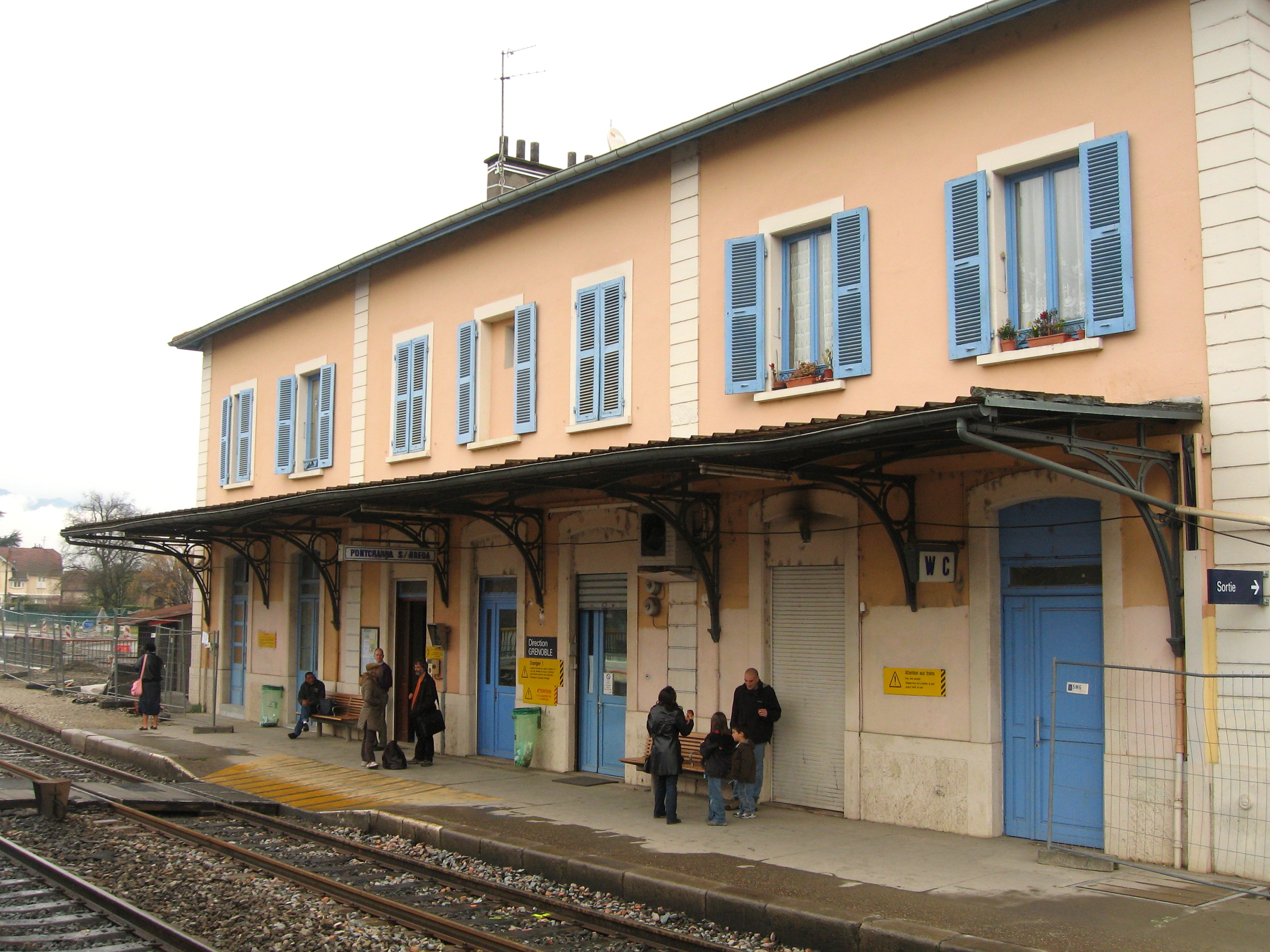
Le bâtiment voyageurs côté voies en 2008, lors des travaux de suppression du PN 47.

Cette gare a été ouverte à l'exploitation le 15 septembre 1864, lors de la mise en service de la ligne de Grenoble à Montmélian, par la Compagnie des chemins de fer de Paris à Lyon et à la Méditerranée (PLM). 
Entre 1895 et 1988, la gare de Pontcharra est une gare d'échange, terminus du Tramway de Pontcharra à la Rochette et Allevard. 

## Service des voyageurs

### Accueil
La gare comporte un distributeur de titres de transport TER ainsi qu'une salle d'attente et un relais toilettes.

### Desserte
Elle est desservie par les trains TER Auvergne-Rhône-Alpes assurant les relations :
- Saint-Marcellin - Grenoble - Grenoble-Universités-Gières - Chambéry ;
- et Valence-Ville - Valence TGV - Grenoble - Grenoble-Universités-Gières - Chambéry - Annecy/Genève.

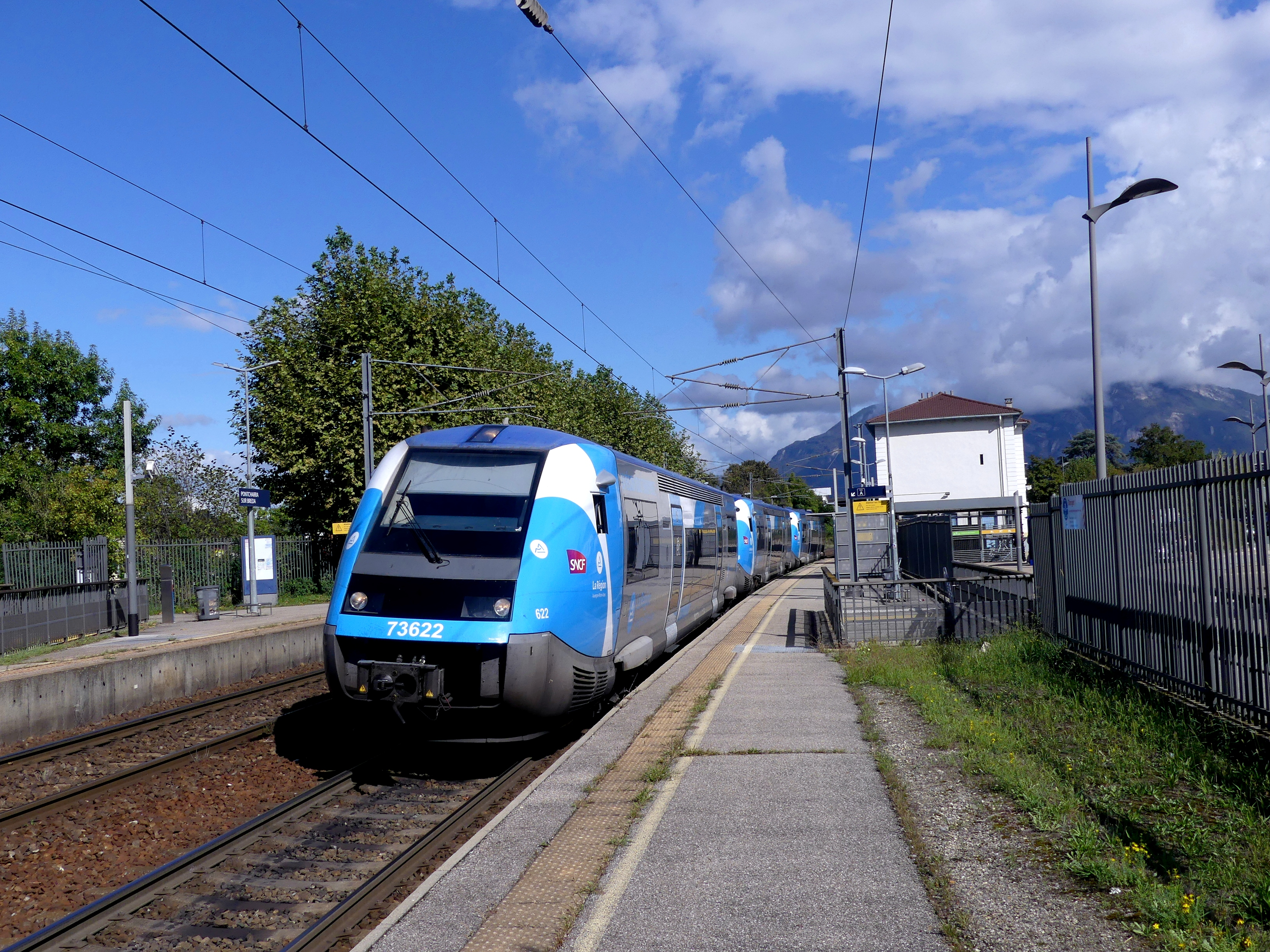
Un TER Chambéry - Grenoble quittant la gare.

### Intermodalité
La gare est desservie par les lignes Nav'Pro C, G5, G50, G51 et G60 du réseau de bus TouGo. Elle comporte un parking pour voitures et une consigne à vélos.

## Service des marchandises
Cette gare est ouverte au service du fret (toutes marchandises et wagons isolés).